# Кисель, Иван Викторович
Иван Викторович Кисель (бел. Іван Віктаравіч Кісель; род. 28 мая 1998, Минск) — белорусский футболист, защитник.

## Клубная карьера
Футболом начал заниматься в минском МТЗ-РПО, а позже выступал за юношеские команды «Минска» и БАТЭ. С 2015 года его стали привлекать к дублю и в следующем году он стал прочно выступать в дублирующей команде. 7 июля 2017 года дебютировал в основном составе БАТЭ, выйдя на замену во втором тайме матча Кубка Беларуси против столбцовского «Нёман-Агро» (5:1).
В августе 2018 года перешёл в столичный «Энергетик-БГУ». В составе команды он сначала выходил на замену, а позже начал выходить в основном составе. В октябре из-за участия игрока в матче с «Лидой» (он был вынужден его пропустить из-за дисквалификации) «Энергетик-БГУ» получил техническое поражение, но команде все же удалось выйти в Высшую лигу.
В январе 2019 года стало известно, что полузащитник остается в минском клубе. 13 апреля 2019 года дебютировал в Высшей лиге, выйдя на замену во втором тайме в матче против «Гомеля» (0:3), но позже был снова заменен.
В августе 2019 года после просмотра стал игроком «Сморгони» на правах аренды, где сначала играл в основном составе, но позже стал оставаться на скамейке запасных. В декабре 2019 года расторг контракт с «Энергетиком-БГУ».
В феврале 2020 года присоединился к речицкому «Спутнику», где в основном выходил на замену. В январе 2021 года он приехал на просмотр в «Шахтёр» из Петрикова и в феврале подписал контракт. В июле 2021 года покинул клуб.
В 2022 году выступал за минский клуб БГУ во Второй лиге.

## Карьера за сборную
Участвовал в отборочном и элитном раундах чемпионата Европы в составе юношеских сборных Беларуси до 17 и до 19 лет.

## Статистика
| Сезон    | Дивизион | Клуб          | Страна        | Матчи | Голы |
| -------- | -------- | ------------- | ------------- | ----- | ---- |
| 2016     | дубль    | БАТЭ          | Флаг Беларуси | 17    | 1    |
| 2017     | дубль    | БАТЭ          | Флаг Беларуси | 29    | 1    |
| 2018 (1) | дубль    | БАТЭ          | Флаг Беларуси | 17    | 2    |
| 2018 (2) | Д2       | Энергетик-БГУ | Флаг Беларуси | 12    | 1    |
| 2019 (1) | Д1       | Энергетик-БГУ | Флаг Беларуси | 3     | 0    |
| 2019 (2) | Д2       | Сморгонь      | Флаг Беларуси | 7     | 0    |
| 2020     | Д2       | Спутник       | Флаг Беларуси | 13    | 0    |
| 2021 (1) | Д2       | Шахтёр        | Флаг Беларуси | 11    | 1    |
| 2022 (1) | Д2       | БГУ           | Флаг Беларуси | 3     | 0    |

## Достижения
- Чемпион Первой лиги Беларуси: 2020